# Елизабет фон Изенбург
Елизабет фон Изенбург (на немски: Elizabeth von Isenburg; * пр. 23 юни 1460; † ок. 1543) е графиня от Изенбург-Бюдинген и чрез женитба графиня на Глайхен-Тона.
Тя е дъщеря на граф Лудвиг II фон Изенбург (1422 – 1511) и съпругата му графиня Мария фон Насау-Висбаден-Идщайн (1438 – 1480), дъщеря на граф Йохан II фон Насау-Висбаден-Идщайн и графиня Мария фон Насау-Диленбург.

## Фамилия
Елизабет фон Изенбург-Бюдинген е сгодена 1476 г. и се омъжва на 27 януари 1482 г. в Бюдинген за граф Зигмунд II фон Глайхен-Тона († 10 април 1525), син на граф Зигмунд I фон Глайхен-Тона Стари (1421 – 1494) и съпругата му Агнес фон Кверфурт († 1461). Те имат осем деца:
- Агнес († сл. 20 януари 1554), омъжена за граф Райнхард фон Ринек (1463 – 1518), син на Филип II фон Ринек
- Филип (* ок. 1483; † 1549), граф на Глайхен-Тона, женен 1508 г. за Маргарета фон Шьонбург-Валденбург (* 1487; † 1 май 1535), дъщеря на Ернст I фон Шьонбург-Валденбург
- Ернст XIV (* 1486; † 1563/1568)
- Зигмунд IV (* 1488; † 1556)
- Йохан III (* 1500; † 1542)
- Анна (* ок. 1500; † сл. 1554), омъжена I. за Ханс Шенк фон Таутенбург „Стари“ († 1529), II. на 9 август 1526 или 6 юни 1533 г. за граф Йохан II фон Глайхен-Рембда († 16 юли 1545), син на граф Ернст XI фон Глайхен-Ремда-Бланкенхайн († 1504)
- Доротея, омъжена за Хинко Пфлуг фон Рабенщайн
- Катарина († сл. 1530), омъжена 1526 г. за граф и бургграф Хиронимус Шлик цу Басано-Вайскирхен-Егер (1494 – 1550)